# Nieuwmarkt

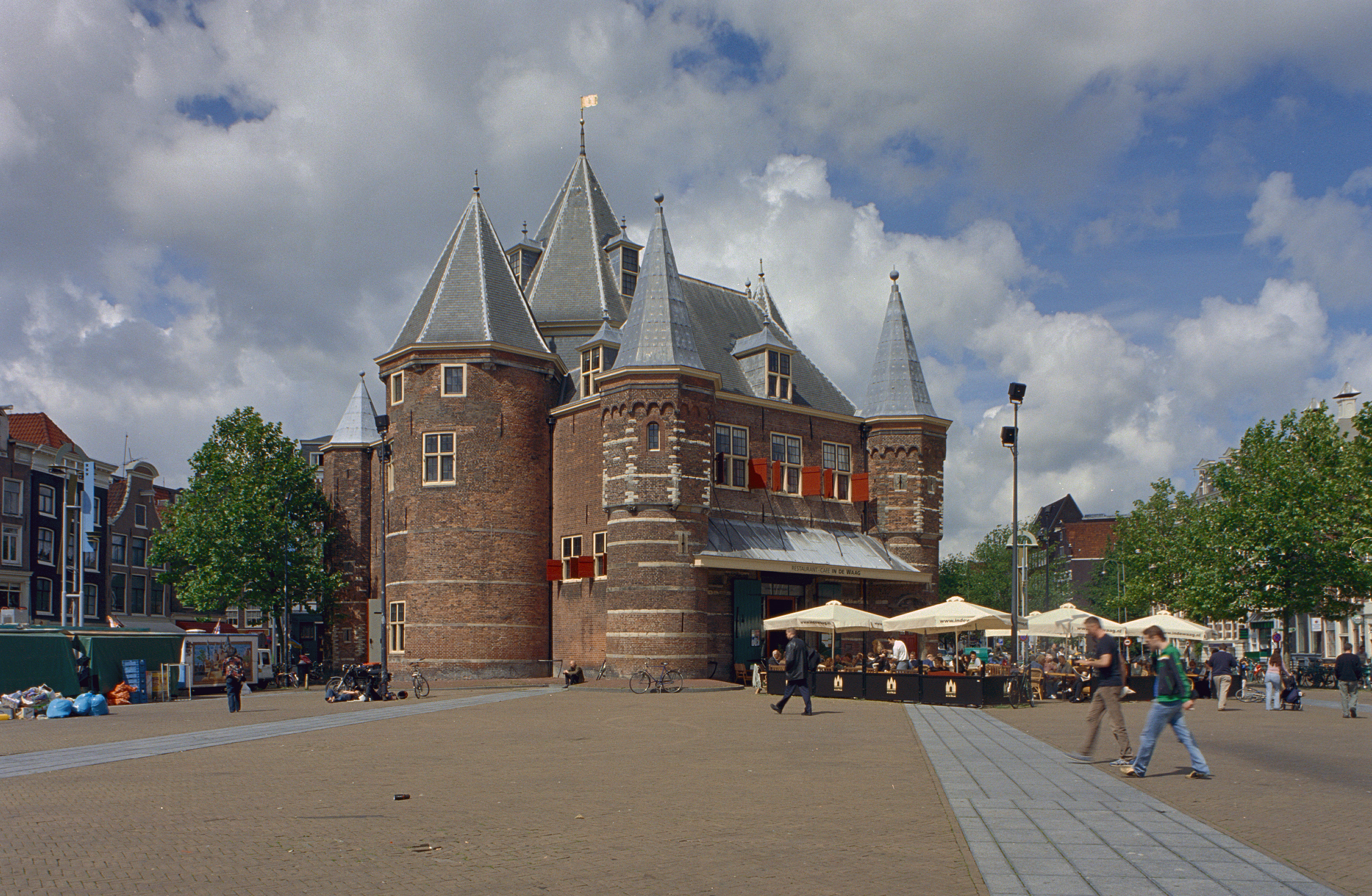
Waag 2002

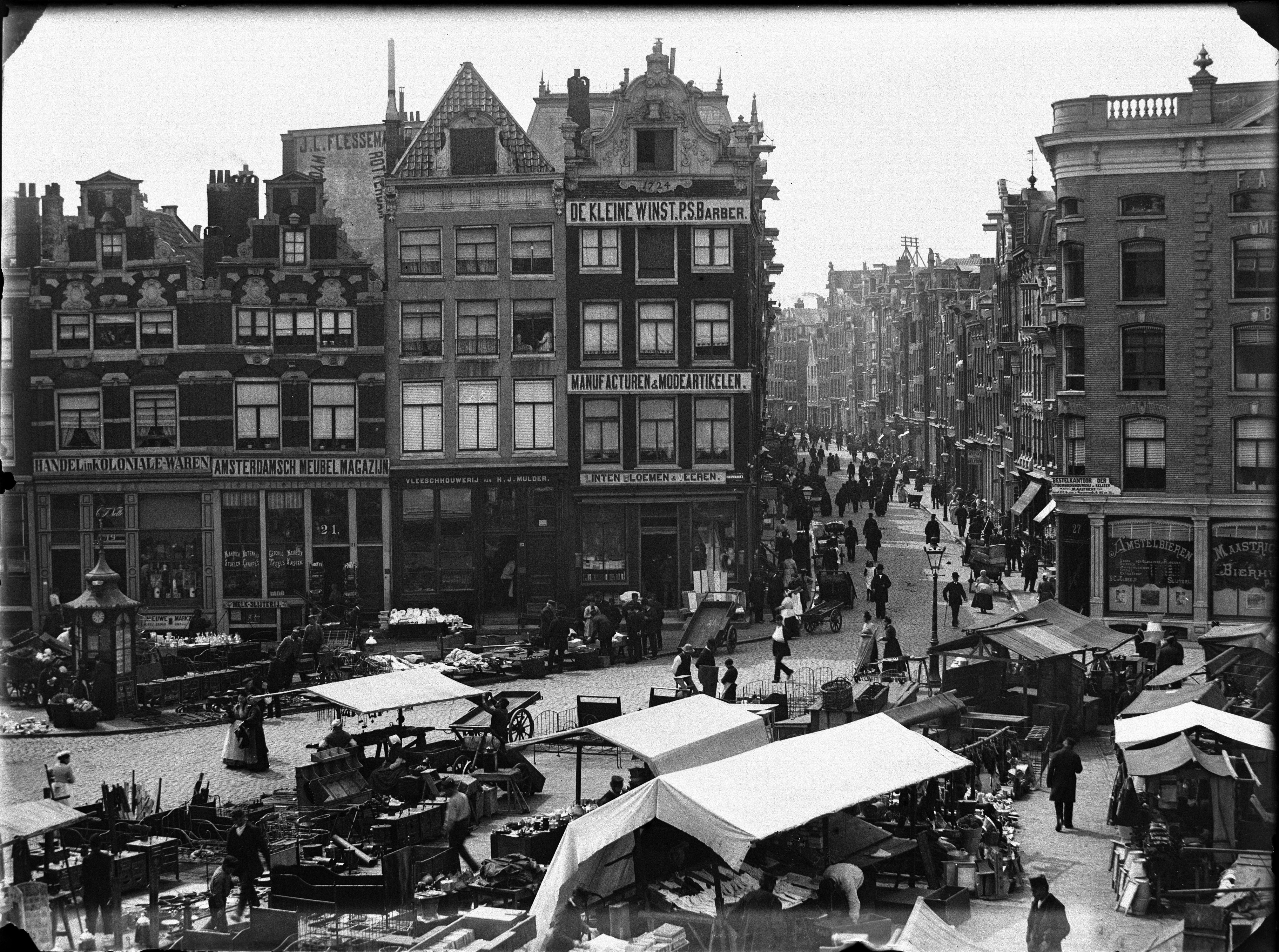
Nieuwmarkt 1890

Nieuwmarkt ("Nymarknaden") är ett torg i centrala Amsterdam. Det omgivande området är känt som Nieuwmarktbuurt (Nieuwmarktområdet). Det ligger i stadsdelen Amsterdam-Centrum.
Torget anses vara en del av Amsterdams Chinatown, bredvid De Wallen (Red Light District). Det finns över 20 caféer och coffeeshops runt torget. Det finns en daglig marknad på torget, och en ekologisk matmarknad på lördagar och en marknad för antika saker och böcker på söndagar om somrarna.
Nieuwmarkt domineras av en byggnad känd som Waag, ursprungligen en port i de medeltida stadsportarna, som omvandlades till ett våghus efter att murarna förstördes på 1600-talet. Torget skapades när kanalerna runt Waag fylldes upp 1614, och används som marknadsplats (därav namnet). Under andra världskriget användes torget av nazisterna som en samlingsplats för judarna som förbereddes för att skickas till koncentrationslägret.
På 1970-talet revs många byggnader på och runt torget för att göra plats åt en planerad tunnelbana och motorväg som skulle gå igenom stadsdelen Nieuwmarkt. Detta ledde till stora upplopp, kända som Nieuwmarktkravallerna (Nieuwmarktrellen), 1975 och, omedelbart, skrotandet av motorvägsplaneran. Tunnelbanan konstruerades dock och tunnelbanestationen Nieuwmarkt är nu en station i Amsterdams tunnelbanesystem.